# 930 a tudományban
A 930. év a tudományban és a technikában.

## Halálozások
- Abú Kámil Sudzsá ibn Aszlam egyiptomi matematikus (* 850)